# Antigo Cinema Central

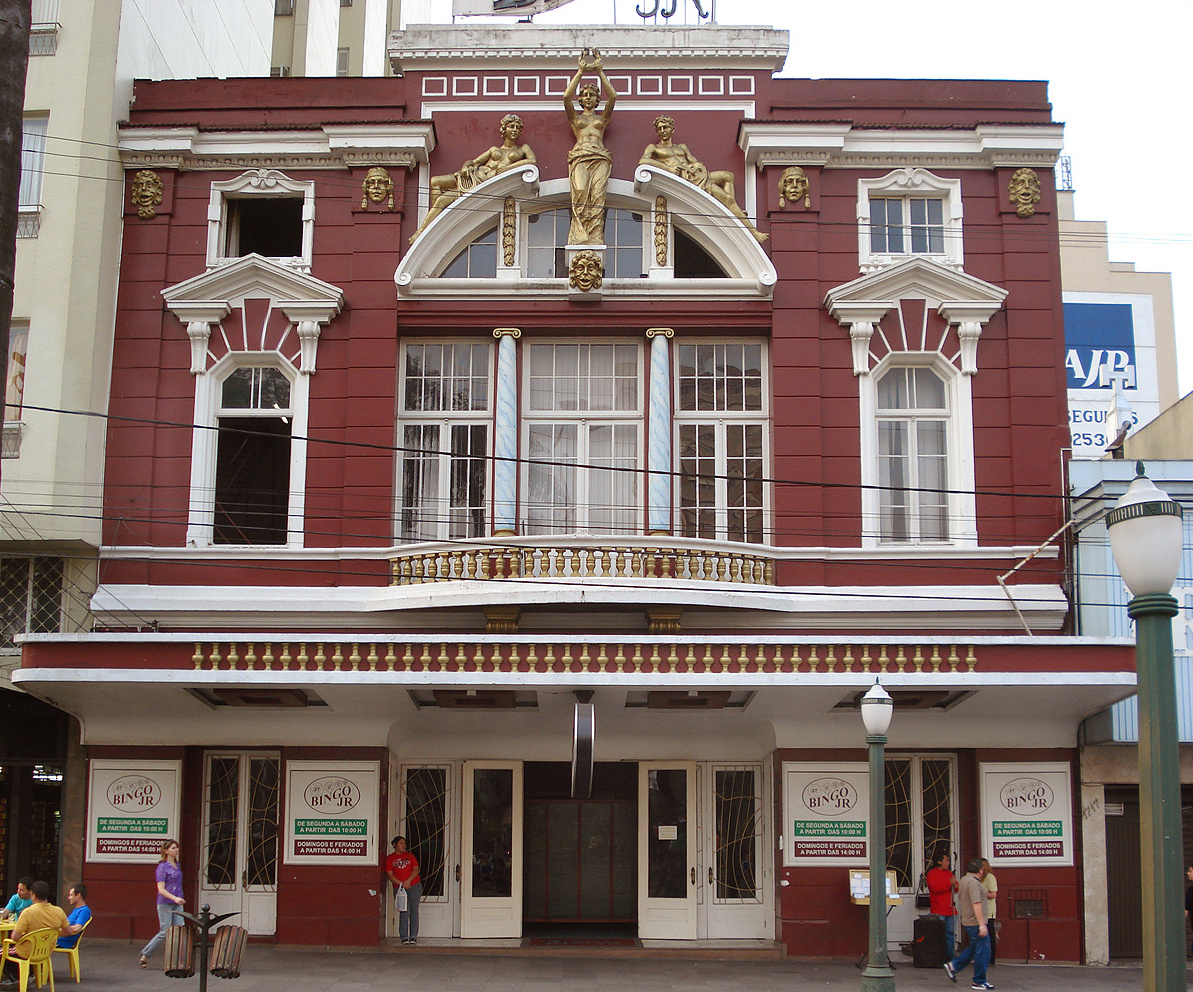
O antigo Cinema Central.

O antigo Cinema Central é um prédio histórico da cidade brasileira de Caxias do Sul, localizado no Centro Histórico à avenida Júlio de Castilhos, junto à Praça Dante Alighieri. 
Em 1925 o clube Recreio da Juventude adquiriu um terreno de Attílio, Guerino e Santina Sartori onde foi construído um cinema, inaugurado em 1928. O local servia também a outras atividades culturais, como recitais e concertos de música, apresentações de teatro e outros eventos.
Na década de 1970 o cinema foi fechado e o interior do prédio foi transformado em quadra de esportes. Também já funcionou o Bingo JR, porém com o fechamento dos bingos do Brasil, o prédio transformou-se em loja.
A construção tem três pavimentos, e segue um estilo eclético com rica ornamentação de fachada. O térreo possui três portas que dão acesso ao saguão, protegidas por uma grande marquise. Acima desta se abre uma grande porta central envidraçada, com sacada de balaustrada, dividida por duas colunas jônicas com pintura marmorizada, e a abertura continua para o nível acima, onde termina em arco ornamentado por um belo grupo escultórico de autoria de Estácio Zambelli. A estátua central está de pé e segura uma coroa de louros. A laterais, recostadas sobre o arco, mostram a da esquerda uma lira e a da direita uma máscara teatral. Sobre este grupo, um friso geométrico e a cornija de arremate.
Lateralmente a este bloco central existem duas janelas no segundo pavimento, com moldura em edícula, e pequenas janelas quadradas acima. A fachada é decorada ainda com um revestimento em imitação de pedras aparelhadas e pilastras em destaque, além de quatro máscaras em baixo-relevo junto ao topo do prédio.
O edifício foi tombado pela Prefeitura junto com a Sede Social do Recreio da Juventude.